# Stephen S. Norton
Pour les articles homonymes, voir Norton.
Stephen S. "Steve" Norton est un directeur de la photographie américain né le 13 octobre 1877 à Palmyra (État de New York) et mort le 14 mars 1951 à Los Angeles (Californie).

## Filmographie
- 1916 : Gloriana de E. Mason Hopper
- 1916 : The Seekers de Otis Turner
- 1916 : Where Are My Children? de Lois Weber
- 1916 : John Needham's Double de Lois Weber
- 1917 : A Wife on Trial de Ruth Ann Baldwin (en)
- 1917 : Double Room Mystery de Hobart Henley
- 1918 : Wild Life de Henry Otto
- 1918 : Hell's End de J. W. McLaughlin
- 1918 : Closin' In de J. W. McLaughlin
- 1918 : The Man Who Woke Up de J. W. McLaughlin
- 1918 : Héritière d'un jour (Heiress for a Day) de John Francis Dillon
- 1918 : Nancy Comes Home de John Francis Dillon
- 1918 : The Grey Parasol de Lawrence C. Windom
- 1918 : Beyond the Shadows de J. W. McLaughlin
- 1919 : Restless Souls (en) de William C. Dowlan
- 1919 : Love's Prisoner de John Francis Dillon
- 1919 : The Follies Girl de John Francis Dillon
- 1920 : Bubbles de Wayne Mack
- 1920 : Shore Acres de Rex Ingram
- 1920 : The Peddler of Lies (en) de William C. Dowlan
- 1921 : Too Much Married de Scott R. Dunlap
- 1921 : Ghost City de William Bertram
- 1921 : The Wolverine de William Bertram
- 1922 : Bluebeard, Jr. de Scott R. Dunlap
- 1924 : Love's Whirlpool de Bruce M. Mitchell
- 1924 : Another Man's Wife de Bruce M. Mitchell
- 1927 : The Broken Gate de James C. McKay
- 1927 : Husband Hunters de John G. Adolfi
- 1927 : Beauty Shoppers de Louis J. Gasnier
- 1927 : The Enchanted Island de William G. Crosby
- 1928 : Black Butterflies de James W. Horne